# Bogoïna
Bogoïna (en bulgare Богойна, translittération internationale Bogojna, également connu sous le nom de Petačinci (Петачинци), ce qui est le nom ancien du village entier), est un village bulgare, annexé partiellement selon le Traité de Neuilly en 1919 par la Serbie. Il est divisé aujourd'hui entre la Serbie (dans la municipalité de Dimitrovgrad, district de Pirot) et la Bulgarie (dans la municipalité de Tran, la région de Pernik). Pour le village serbe, voir Petačinci.
Aujourd'hui en Bulgarie est resté seulement un quartier du village d'autrefois. En 2007, le village bulgare comptait 7 habitants selon les données de l'Institut national de statistique de Bulgarie.

### Source
- Données statistiques sur la démographie de la Bulgarie par région